# Bacchisa aureosetosa
Bacchisa aureosetosa är en skalbaggsart som beskrevs av Stefan von Breuning 1961. Bacchisa aureosetosa ingår i släktet Bacchisa och familjen långhorningar. Inga underarter finns listade.